# Johann Volkelt
Johann Volkelt (10. února 1825 Lemberk – 8. června 1896 Praha) byl rakouský a český právník a politik německé národnosti, v 2. polovině 19. století poslanec Českého zemského sněmu.

## Biografie
Vystudoval práva na Karlo-Ferdinandově univerzitě v Praze. V roce 1849 získal titul doktora práv. Od roku 1861 působil jako notář v Praze. Byl veřejně a politicky aktivní. V letech 1864–1867 zasedal v obecním sboru starších v Praze. V roce 1869 se stal členem ředitelství Spolku pro vdovy a sirotky notářů v Království českém. V období let 1871–1890 byl advokátem v Praze. Zastával funkci intendanta Zemského divadla.
V prvních zemských volbách v roce 1861 se stal poslancem Českého zemského sněmu. Reprezentoval městskou kurii, obvod Frýdlant, Chrastava. Mandát zde obhájil v zemských volbách v lednu 1867 i krátce potom vypsaných zemských volbách v březnu 1867. Do sněmu se vrátil v doplňovacích volbách v září 1871. Uspěl i v řádných zemských volbách v roce 1872. Mandát zde obhájil ve volbách v roce 1878 a volbách v roce 1883. Po 22 let zasedal i v zemském výboru. Na poslanecký mandát rezignoval roku 1885. Patřil mezi německé liberály (ústavověrné poslance).
Zemřel v červnu 1896.